# 블루 썬더
《블루 썬더》(영어: Blue Thunder)는 미국에서 제작된 존 배덤 감독의 1983년 액션 스릴러 영화이다. 로이 샤이더 등이 출연하였고, 고든 캐럴 등이 제작에 참여하였다.
1984년 ABC에서 동명의 스핀오프 텔레비전 시리즈가 총 1 시즌 방영되었다.

## 출연진
- 로이 샤이더 - 프랭크 머피 역
- 워런 오츠 - 잭 브래덕 역
- 캔디 클라크 - 케이트 역
- 대니얼 스턴 - 리처드 라이먼굿 역
- 맬컴 맥다월 - F.E. 코크런 역
- 폴 로블링 - 아이슬런 역
- 데이비드 샤이너 - 플레처 역
- 조 샌토스 - 몬토야 역
- 제이슨 버나드 - 시장 역

## 기타 제작진
- 미술: 시드니 Z. 리트왝

## 우리말 녹음
| KBS 성우진 (1989년 2월 10일) - 김종성 - 프랭크 머피 (로이 샤이더) - 김계원 - 김병관 - 남궁윤 - 김규식 - 설영범 | MBC 성우진 (2000년 9월 13일) - 황일청 - 프랭크 머피 (로이 샤이더) - 안지환 - 라이먼굿 (대니얼 스턴) - 박조호 - 브래덕 (워런 오츠) - 이윤연 - 코크런 (맬컴 맥다월) - 윤성혜 - 케이트 (캔디 클라크) - 김현직 - 한규희 - 김태훈 - 안장혁 - 변종필 - 김영선 - 엄태국 - 엄현정 - 이철용 - 정남 - 김기철 - 김민성 - 김용준 - 송준석 - 이상범 - 이상훈 - 이자옥 - 최한 - 표영재 |  |